# Krystian Aranowski
Krystian Aranowski (ur. 11 kwietnia 1988 w Toruniu) – polski wioślarz, reprezentant kraju w ósemce ze sternikiem podczas LIO 2012 w Londynie oraz LIO 2016 w Rio de Janeiro. Żołnierz Wojska Polskiego, zawodnik Zawiszy Bydgoszcz.

## Osiągnięcia
- Mistrzostwa świata juniorów – Amsterdam 2006 – czwórka ze sternikiem – 6. miejsce.
- Mistrzostwa świata U-23 – Glasgow 2007 – ósemka – 5. miejsce.
- Mistrzostwa Świata – Poznań 2009 – ósemka – 4. miejsce.
- Mistrzostwa Europy – Brześć 2009 – ósemka – 1. miejsce.
- Mistrzostwa Europy – Montemor-o-Velho 2010 – ósemka – 2. miejsce.
- Mistrzostwa Europy – Płowdiw 2011 – ósemka – 1. miejsce
- Puchar Świata – Monachium 2012 – 1. miejsce.
- Mistrzostwa Europy – Varese 2012 – ósemka – 1. miejsce
- Mistrzostwa Europy – Sewilla 2013 – ósemka – 2. miejsce
- Mistrzostwa Świata – Amsterdam 2014 – ósemka – 3. miejsce.
- Letnie Igrzyska Olimpijskie 2016 – Rio de Janeiro 2016 – ósemka – 5. miejsce.

## Odznaczenia
- Złoty Krzyż Zasługi – 2009[2]